# Susana Canales
Susana Canales (Madrid, 5 settembre 1933 – Madrid, 22 marzo 2021) è stata un'attrice spagnola.

## Biografia
Figlia dell'attore Ricardo Canales, che allo scoppio della guerra civile spagnola fuggì con la famiglia in America Latina, iniziò la sua carriera cinematografica a soli dieci anni, interpretando La casa di Bernarda Alba di Federico García Lorca.
Nel 1950 tornò in Spagna, dove negli anni successivi sviluppò la sua carriera teatrale e cinematografica. Debuttò quindi sul palco nel 1951, in uno dei drammi scritti da José López Rubio e nel 1953 si sposò con l'attore Julio Peña.
Tuttavia fu sul grande schermo che raggiunse la notorietà, grazie ad importanti successi raccolti negli anni '50 come Sangre de Castilla (1950), Cielo negro (1951) e Así es Madrid (1953). In Italia, apparve in importanti pellicole come Il conte Max con Alberto Sordi e Vittorio De Sica, e La ragazza di piazza San Pietro, sempre con Vittorio De Sica e con Walter Chiari.
Lontano dal cinema fin dai primi anni '60, concentrò la sua carriera nel teatro e nella televisione spagnola, recitando fino al 1995. È morta il 22 marzo 2021 all’età di 87 anni.

## Filmografia parziale
- Il conte Max, regia di Giorgio Bianchi (1957)
- Il romanzo di un giovane povero, regia di Marino Girolami (1958)
- La ragazza di piazza San Pietro, regia di Piero Costa (1958)
- Fantasmi e ladri, regia di Giorgio Simonelli (1959)
- Il grande capitano (John Paul Jones), regia di John Farrow (1959)
- Perfide ma... belle, regia di Giorgio Simonelli (1959)
- La rivolta dei mercenari, regia di Piero Costa (1961)

## Doppiatrici italiane
- Miranda Bonansea in Il conte Max